# Rock Cup 2015-2016
La Rock Cup 2015-2016 è stata la 62ª edizione della Coppa di Gibilterra, la terza riconosciuta dalla UEFA. Il torneo è iniziato il 10 gennaio 2016, con il turno preliminare, e si è concluso il 22 maggio 2016. La squadra vincente della coppa si qualifica per il primo turno preliminare dell'UEFA Europa League 2016-2017. Il Lincoln Red Imps si è riconfermata vincendo il diciassettesimo torneo della sua storia, il terzo consecutivo.

## Turno preliminare
| Squadra 1         | Risultato | Squadra 2      |
| ----------------- | --------- | -------------- |
| Leo GFC           | 2 - 0     | Boca Gibraltar |
| Gibraltar Phoenix | 4 - 0     | Hound Dogs     |
| Olympique 13      | 1 - 3     | Red Imps       |
| Europa Point      | 1 - 2     | Mons Calpe     |
| Pegasus           | 2 - 5     | College 1975   |
| Cannons           | 1 - 3     | FCB Magpies    |

## Ottavi di finale
| Squadra 1         | Risultato | Squadra 2       |
| ----------------- | --------- | --------------- |
| Gibraltar Utd     | 2 - 1     | Red Imps        |
| Manchester 62     | 1 - 0     | Lynx            |
| St Joseph's       | 0 - 1     | Europa FC       |
| Lincoln Red Imps  | 5 - 1     | Britannia XI    |
| Mons Calpe        | 1 - 4     | Lions Gibraltar |
| Gibraltar Phoenix | 0 - 4     | Angels          |
| Leo GFC           | 0 - 1     | College 1975    |
| Glacis United     | 7 - 0     | FCB Magpies     |

## Quarti di finale
| Squadra 1        | Risultato | Squadra 2     |
| ---------------- | --------- | ------------- |
| College 1975     | 0 - 7     | Manchester 62 |
| Lincoln Red Imps | 4 - 0     | Glacis United |
| Lions Gibraltar  | 1 - 0     | Gibraltar Utd |
| Angels           | 1 - 4     | Europa FC     |

## Semifinali
| Squadra 1        | Risultato | Squadra 2       |
| ---------------- | --------- | --------------- |
| Lincoln Red Imps | 6 - 2     | Manchester 62   |
| Europa FC        | 1 - 0     | Lions Gibraltar |

## Finale
| Arbitro: | Reoch |

|                                  |           |  |
| J. Chipolina 75’ Liam Walker 85’ | Marcatori |  |

| Lincoln Red Imps | Europa FC |

|                 |    |                          |  |
|                 |    |                          |  |
| P               | 1  | Raúl Navas               |  |
| D               | 2  | Jean-Carlos Garcia       |  |
| D               | 3  | Joseph Chipolina         |  |
| D               | 5  | Ryan Casciaro            |  |
| D               | 14 | Roy Chipolina (c)        |  |
| C               | 10 | Kyle Casciaro            |  |
| C               | 19 | Antonio Calderón Vallejo |  |
| C               | 20 | Yeray Patiño             |  |
| C               | 86 | Fernando Livramento      |  |
| C               | 88 | Liam Walker              |  |
| A               | 7  | Lee Casciaro             |  |
| A disposizione: |    |                          |  |
| P               | 13 | Bradley Banda            |  |
| D               | 6  | Bernardo Lopes           |  |
| D               | 24 | Ethan Britto             |  |
| D               | 26 | Leon Payas               |  |
| C               | 12 | Dean Torrilla            |  |
| C               | 17 | Leon Clinton             |  |
| A               | 9  | Guido Abayián            |  |

|                 |    |                        |  |
|                 |    |                        |  |
| C               | 6  | Ivan Moya              |  |
| D               | 7  | Antonio García Montero |  |
| C               | 8  | Adrián Pavón           |  |
| A               | 9  | Pedro Carrión          |  |
| P               | 13 | Matt Cafer             |  |
| D               | 14 | Toscano                |  |
| C               | 17 | Guillermo Roldán       |  |
| C               | 18 | Álex Quillo            |  |
| A               | 19 | Joselinho              |  |
| C               | 22 | Martín Belforti        |  |
| D               | 40 | Alberto Merino (c)     |  |
| A disposizione: |    |                        |  |
| D               | 2  | Chuchi                 |  |
| D               | 3  | Lance Cabezutto        |  |
| C               | 5  | Kirill Trofimenko      |  |
| C               | 10 | Javi Martinez          |  |
| P               | 12 | Jake Victor            |  |
| D               | 21 | Alex Vázquez           |  |
| A               | 23 | Lucian Burdujan        |  |